# Parbat (district)

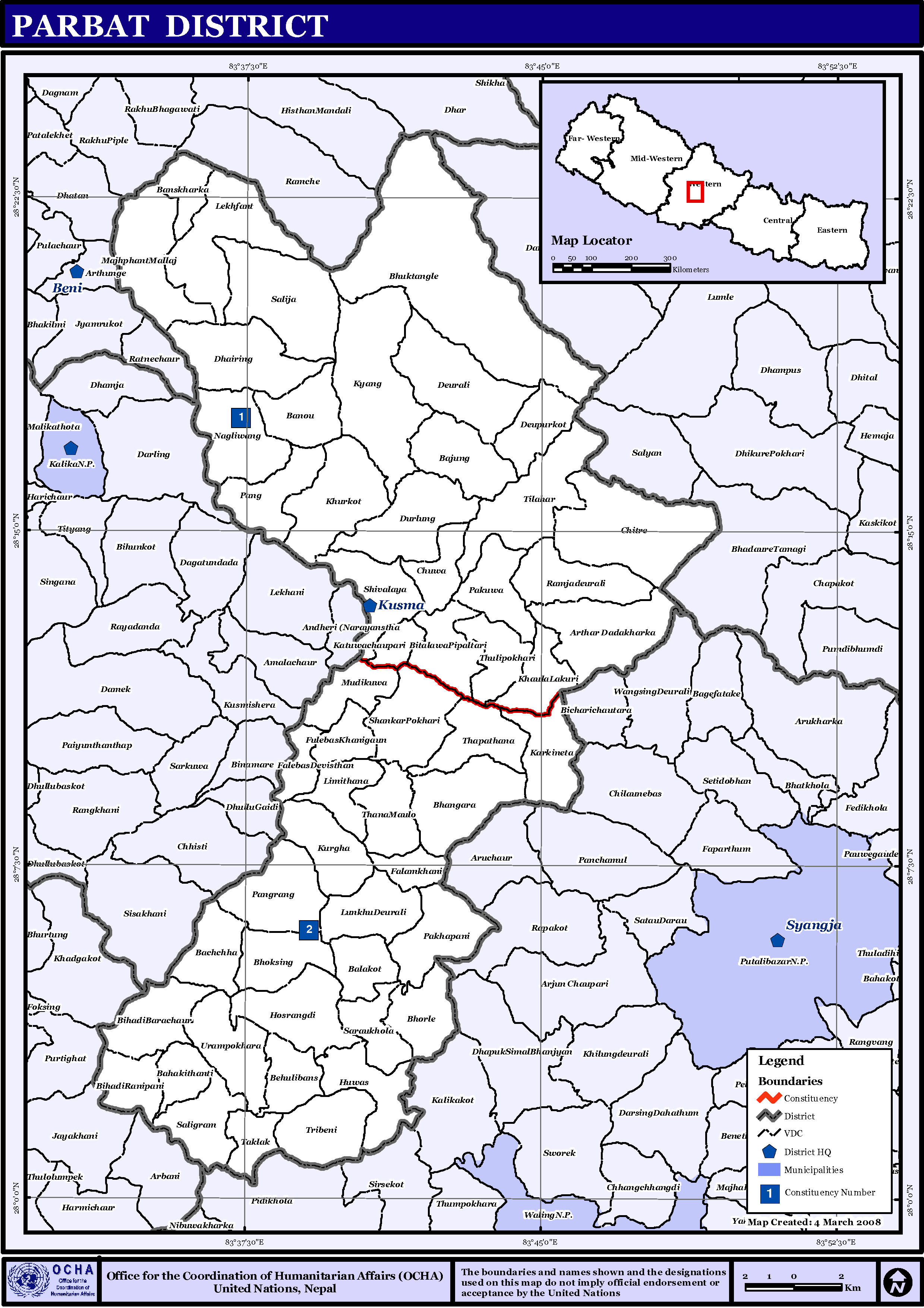
Kaart van Parbat

Parbat, ook Prabat, (Nepalees: पर्वत) is een van de 75 districten van Nepal. Het district is gelegen in de zone Dhawalagiri en de hoofdplaats is de dorpscommissie Shivalaya, vroeger Kushma of Kusma genaamd.

## Stedenendorpscommissies[2][3]
- Stad: Nepalees: nagarpalika of N.P.; Engels: municipality;
- Dorpscommissie: Nepalees: panchayat; Engels: village development committee of VDC.

- Steden (0): geen.
- Dorpscommissies (55): Arthar Dadakharkha (of: Arthar Dadakharka), Bachchha, Bahaki Thanti, Bajung, Balakot, Banou, Baskharka, Behulibans (of: Beulibas), Bhangara, Bhoksing, Bhorle, Bhuktangle, Bihadi Barachaur, Bihadi Ranipani, Bitalawa Pipaltari, Chitre, Chuwa, Deupurkot, Deurali, Dhairing, Durlung, Falamkhani, Falebas Devisthan, Falebas Khanigaun, Hosrangdi, Huwas, Karkineta, Katuwa Chaupari, Khaula Lakuri, Khurkot, Kurgha, Kyang, Lekhfant, Limithana, Lunkhu Deurali, Majhphant Mallaj, Mudikuwa, Nagliwang, Pakhapani, Pakuwa, Pang, Pangrang, Ramja Deurali, Saligram, Salija, Saraukhola, Shankar Pokhari, Shivalaya (vroeger: Kushma of Kusma), Taklak, Thanamaula (of: Thana Maulo), Thapathana, Thuli Pokhara, Tilahar, Tribeni, Urampokhara.

Achham · 
Arghakhanchi · 
Baglung · 
Baitadi · 
Bajhang · 
Bajura · 
Banke · 
Bara · 
Bardiya · 
Bhaktapur · 
Bhojpur · 
Chitwan · 
Dadeldhura · 
Dailekh · 
Dang · 
Darchula · 
Dhading · 
Dhankuta · 
Dhanusa · 
Dolkha · 
Dolpa · 
Doti · 
Gorkha · 
Gulmi · 
Humla · 
Ilam · 
Jajarkot · 
Jhapa · 
Jumla · 
Kailali · 
Kalikot · 
Kanchanpur · 
Kapilvastu · 
Kaski · 
Kathmandu · 
Kavrepalanchok · 
Khotang · 
Lalitpur · 
Lamjung · 
Mahottari · 
Makwanpur · 
Manang · 
Morang · 
Mugu · 
Mustang · 
Myagdi · 
Nawalparasi · 
Nuwakot · 
Okhaldhunga · 
Palpa · 
Panchthar · 
Parbat · 
Parsa · 
Pyuthan · 
Ramechhap · 
Rasuwa · 
Rautahat · 
Rolpa · 
Rukum · 
Rupandehi · 
Salyan · 
Sankhuwasabha · 
Saptari · 
Sarlahi · 
Sindhuli · 
Sindhulpalchok · 
Siraha · 
Solukhumbu · 
Sunsari · 
Surkhet · 
Syangja · 
Tanahu · 
Taplejung · 
Terhathum · 
Udayapur